# Kolombo
Kolombo (singalščina කොළඹ Kolamba, tamilsko கொழும்பு, Koḻumpu) je gospodarsko središče in največje mesto Šrilanke. Po podatkih Instituta Brookings ima metropolitansko območje Kolomba 5,6 milijona prebivalcev, samo mesto pa 752.993. To je finančno središče otoka in priljubljena turistična destinacija. Leži na zahodni obali otoka in meji na območje Veliki Kolombo, ki obsega Šri Džajavardenapura Kote, uradno prestolnico Šrilanke in naselje Dehiwala-Mount Lavinia. Kolombo pogosto imenujejo kar glavno mesto, saj je administrativni Šri Džajavardenapura Kote v predmestju Kolomba. Prav tako je mesto upravno središče Zahodne pokrajine in okrožja Kolombo. Kolombo je poslovno in živahno središče z mešanico sodobnega življenja in kolonialnih zgradb in ruševin. Bilo je glavno mesto Šrilanke do leta 1982.
Zaradi velikega pristanišča in strateškega položaja ob morskih trgovskih poteh vzhod-zahod je bilo znano že antičnim trgovcem pred 2000 leti. Leta 1815, ko je bila Šrilanka vključena v Britanski imperij, je mesto postalo prestolnica otoka, status pa je bil ohranjen do leta 1948 oziroma neodvisnosti. Leta 1978, ko se je večina upravnih funkcij preselilo v Šri Džajavardenapura Kote, je bil Kolombo imenovan kot gospodarsko središče Šrilanke.
Podobno kot mnoga mesta, območje Kolomba precej presega meje ene lokalne skupnosti, ki zajema tudi druge občine in mesta, kot so Šri Džajavardenapura Kote, Mount Lavinia, Kolonnawa, Kaduwela in Kotikawatte Mulleriyawa Pradeshiya Sabha. Mesto je sedež večine korporacijskih pisarn, restavracij in zabaviščnih centrov na Šrilanki. 
Znane znamenitosti v mestu Kolombo so urbani park Galle Face Green, Park Viharamahadevi, jezero Beira, hipodrom, planetarij, Univerza, plaža Mount Lavinia, gledališče Nelum Pokuna in Narodni muzej.

## Etimologija
Ime Colombo, ki so ga najprej uporabili Portugalci leta 1505, naj bi izhajalo iz klasičnega singalskega imena කොලොන් තොට Kolon thota, kar pomeni 'pristanišče na reki Kelani'. 
Druga teorija pa je, da ime izhaja iz singalskega imena කොල-අඹ-තොට Kola-amba-thota, kar pomeni 'pristanišče z listnatim drevesom mango'.
Avtor najstarejše singalske slovnice, Sidatsangarava, napisane v 13. stoletju, je napisal o kategoriji besed, ki so izključno pripadale zgodnjim Singalcem. V seznamu naramba (videti) in kolamba (pristanišče) pripadajo domačim izvorom. kolamba je lahko tudi vir imena komercialne prestolnice Kolombo.

## Zgodovina
Ker ima Kolombo naravno pristanišče, je bilo že pred več kot 2000 leti znano Indijcem, Grkom, Perzijcem, Rimljanom, Arabcem in kitajskim trgovcem. Popotnik Ibn Batuta, ki je obiskal otok v 14. stoletju, ga je omenil kot Kalanpu. Arabci, katerih glavni interesi so bili trgovanje, so se začeli naseljevati v Kolombu okoli osmega stoletja, predvsem zato, ker je pristanišče pomagalo njihovemu poslovanju in nadzoru nad veliko trgovino med singalskimi kraljestvi in zunanjim svetom. Njihovi potomci zdaj sestavljajo lokalno prebivalstvo, Šrilanške Mavre.

### Portugalsko obdobje
Portugalski raziskovalci, ki jih je vodil Dom Lourenço de Almeida, so prvič prišli na Šrilanko leta 1505. Med svojim prvim obiskom so sklenili pogodbo s kraljem Kotteja, Parakramabahujem VIII. (1484-1508), ki jim je omogočila trgovanje z otoškim pridelkom cimeta iz obalnih območij otoka, vključno s Kolombom. Kot del pogodbe so Portugalci dobili polno pooblastilo nad obalo v zameno za obljubo, da bodo zaščitili obalo pred napadalci. Imeli so dovoljenje, da v Kolombu ustanovijo trgovsko postajo. V kratkem času so izgnali muslimanske prebivalce in leta 1517 začeli graditi utrdbo.
Portugalci so kmalu spoznali, da je nadzor nad Šrilanko potreben za zaščito njihovih obalnih obratov v Indiji in so začeli manipulirati z vladarjem kraljestva Kotte, da bi pridobili nadzor nad tem območjem. Po spretnem izkoriščanju rivalstev v kraljevi družini so prevzeli nadzor nad velikim delom kraljestva, singalski kralj Mayadunne pa je ustanovil novo kraljestvo v Sitawaki v domeni kraljestva Kotte. Kmalu je pridobil velik del kraljestva in prisilil Portugalce, da so se umaknili v Kolombo, ki so ga večkrat oblegali Mayadunne in kasnejši kralji Sitawake in jih prisilili, da so si prizadevali za okrepitev svoje glavne baze v Goi v Indiji. Po padcu kraljevine leta 1593 so Portugalci uspeli vzpostaviti popoln nadzor nad obalnim območjem, z glavnim mestom Kolombo. Ta del Kolomba je še vedno znan kot Fort (utrdba), kjer so tudi hiše predsedniške palače in večina hotelov s petimi zvezdicami. Območje, ki se nahaja neposredno izven Forta, je znano kot Pettah (singalsko පිට කොටුව - piṭa koṭuva - zunaj utrdbe) in je komercialno središče.

### Nizozemsko obdobje
Leta 1638 so Nizozemci podpisali pogodbo s kraljem Rajasinhom II. iz Kandija, ki je zagotavljala pomoč kralju v njegovi vojni proti Portugalcem v zameno za monopol nad trgovskim blagom z otoka. Portugalci so se uprli Nizozemcem in Kandijcem, vendar so bili v svojih trdnjavah, v začetku leta 1639, postopoma poraženi. Nizozemci so 16. maja po epskem obleganju osvojili Kolombo, na koncu pa je iz utrdbe izšlo samo 93 preživelih Portugalcev. Čeprav so Nizozemci (npr. Rijcklof van Goens) prvotno obnovili zajeto območje in ga vrnili Singalcem, so jih kasneje zavrnili in prevzeli nadzor nad najbogatejšim otoškim zemljiščem, vključno z Kolombom, ki je nato do leta 1796 služil kot glavno mesto nizozemskih pomorskih provinc pod nadzorom nizozemske vzhodnoindijske družbe.

### Britansko obdobje
Britanci so zajeli Kolombo leta 1796. Ostal je britanska vojaška postojanka, dokler jim ni bilo leta 1815 prepuščeno Kandijsko kraljestvo in so ga določili kot glavno mesto svoje novo ustanovljene kronske kolonije Britanski Cejlon. Za razliko od Portugalcev in Nizozemcev pred njimi, katerih primarna raba Kolomba je bila vojaška utrdba, so Britanci začeli graditi hiše in druge civilne strukture okoli utrdbe, kar je pomenilo razvoj do današnjega mesta Kolombo.
Najprej je bila uprava mesta »collector«, prvi je imel urad John Mcdowell iz službe v Madrasu. Nato je bil leta 1833 vladni agent Zahodne pokrajine zadolžen za upravljanje mesta. Stoletja kolonialne vladavine so pomenila upad domorodne uprave v Kolombu in leta 1865 so Britanci zasnovali občinski svet kot sredstvo za usposabljanje lokalnega prebivalstva v samoupravi. Zakonodajni svet Cejlona je leta 1865 v Kolombu ustanovil občinski svet, ki se je prvič sestal 16. januarja 1866. Takrat je bilo v regiji okoli 80.000 prebivalcev.
V času, ko so nadzirali Kolombo, so bili Britanci odgovorni za velik del načrtovanja sedanjega mesta. V nekaterih delih mesta so še danes vidne tramvajske tirnice in granitni tlaki, ki so bili postavljeni v tej dobi.

### Po osamosvojitvi
Doba kolonializma se je mirno končala leta 1948, ko je Cejlon postal neodvisen od Britanije. Nove okoliščine so povzročile prebivalcem mesta in celotni državi velike spremembe. Nastala je celotna nova kultura. Spremembe zakonov in običajev, slogov oblačil, religij in lastnih imen so bili pomemben rezultat kolonialne dobe. Kulturnim spremembam je sledila krepitev gospodarstva otoka. Tudi danes je vpliv portugalskega, nizozemskega in britanskega prebivalstva jasno viden v arhitekturi, imenovanjih, oblačilih, hrani, jeziku in odnosih. Zgradbe v Kolombu iz vseh treh obdobij stojijo kot opomniki burne preteklosti. Mesto in njeni ljudje skupaj z lokalnimi običaji predstavljajo zanimivo kombinacijo evropskih običajev in življenjskih slogov.
Zgodovinsko gledano je Kolombo območje okrog Forta in Pettaha, ki je znan po tržnicah in trgovskih ulicah s številnimi izdelki, pa tudi po Khanovi stolpni uri, ki je lokalna znamenitost. Danes se nanaša na mestne meje občinskega sveta. Pogosteje se ime uporablja za območje, znano kot Veliki Kolombo (Greater Colombo), ki zajema več občinskih svetov, vključno Kotte, Dehiwela in Kolombo.
Čeprav je Kolombo v osemdesetih letih izgubil status glavnega mesta Šrilanke, je še vedno trgovski center otoka. Kljub uradno novi prestolnici Šrilanke, ki se je preselila v sosednji Šri Džajavardenapura Kote, večina držav še vedno vzdržuje svoje diplomatske misije v Kolombu.

## Geografija
Geografija Kolomba je mešanica kopnega in vode. Mesto ima veliko kanalov in v središču mesta jezero Beira s površino 65 ha. Jezero je eno od najbolj značilnih znamenitosti in so ga stoletja uporabljali kolonisti, ki so branili mesto. Še vedno je priljubljena atrakcija za tekmovanje regat in gledaliških dogodkov na njegovih obalah. Severno in severovzhodno mejo mesta oblikuje reka Kelani, ki se steka v morje v delu mesta, znanem kot Modera (mōdara - සිංහලu – v singalščini), kar pomeni rečna delta.

### Podnebje
Kolombo ima tropsko monsunsko podnebje po Köppnovi podnebni klasifikaciji, saj leži blizu tropskega deževnega gozda. Podnebje v Kolombu je skozi vse leto precej zmerno. Od marca do aprila je povprečna temperatura približno 31 ° C. Edina večja sprememba vremena se dogaja v monsunskih sezonah od maja do avgusta in od oktobra do januarja. To je čas leta, ko je mogoče pričakovati močne dežne nalive. Kolombo ima majhen relativni dnevni temperaturni razpon, čeprav je to bolj izrazit v sušnih zimskih mesecih, ko so najnižje temperature povprečno 22 ° C. Padavin je povprečno okoli 2.500 milimetrov na leto.

## Demografija
Kolombo je večetnično, večkulturno mesto. Prebivalstvo je mešanica številnih etničnih skupin, predvsem Singalcev, Šrilanških Tamilcev in Šrilanških Mavrov. Obstajajo tudi majhne skupnosti Kitajcev, portugalskih in nizozemskih Burgerjev, Malajcev in Indijcev, številni so tudi evropski priseljenci. Kolombo je mesto, kjer znotraj meja mesta živi 642.163 ljudi. Leta 1866 je mesto imelo približno 80.000 prebivalcev.

## Vlada in politika

### Lokalna vlada
Kolombo je statutarno mesto z županovim svetom kot vlado. Kolegij župana in člani sveta se volijo na volitvah lokalnih oblasti, ki potekajo enkrat na pet let.
Mestna uprava zagotavlja storitve upravljanja kanalizacije, cest in ravnanja z odpadki, v primeru vode, elektrike in telefona se svet povezuje s pristojnimi ponudniki storitev.

### Glavno mesto
Kolombo je bil glavno mesto obalnih območij pod portugalskim, nizozemskim in britanskim kraljem od 1700 do 1815, ko so Britanci po Kandijskem sporazumu prevzeli nadzor nad celotnim otokom. Od takrat do 1980-ih je bil glavna prestolnica otoka. V 1980-ih so bili načrtovani premiki administrativnega središča v Šri Džajavardenapura Kote in tja premestili večino vladnih institucij, da bi se izognili komercialnim dejavnostim. Najprej je bil v nov kompleks v Kotteju preseljen parlament, preselili pa so se tudi številna ministrstva in službe. Vendar pa selitev ni bila nikoli končana. Danes mnoge vladne institucije še vedno ostajajo v Kolombu. Med njimi so predsedniški dom, predsedniški sekretariat, dom predsednika vlade (imenovan Temple Trees), urad predsednika vlade, vrhovno sodišče Šrilanke, centralna banka Šrilanke, pomembna vladna ministrstva in službe; finance (zakladnica), obrambna, javna uprava in notranje zadeve, zunanje zadeve, pravosodje in vojaško poveljstvo, mornariško poveljstvo (SLNS Parakrama), sedež letalskih sil (SLAF Kolombo) in sedež policije na nacionalni in četrtni ravni.

## Gospodarstvo
Velika večina družb s sedežem na Šrilanki ima sedež v mestu Kolombo. Nekatere industrije so kemična, tekstilna, industrija stekla, cementa, usnja, pohištva in nakita. V središču mesta je Svetovni trgovinski center. Kompleks Twin Tower s 40 nadstropji je središče pomembnih komercialnih ustanoviteljev v okrožju Fort, mestnem živčnem središču.
Metropolitansko območje Kolomba ima BDP v višini 48 milijard USD ali 40 % BDP, kar je najpomembnejši vidik gospodarstva Šrilanke. Dohodek na prebivalca metropolitanskega območja Kolomba je znašal 8623 ameriških dolarjev, kupna moč na prebivalca pa je znašala 25.117 dolarjev, zaradi česar je ena od najbolj uspešnih regij v južni Aziji, saj je Zahodna pokrajina prispevala 50 % BDP na Šrilanki. Velik del izvozno usmerjene proizvodnje v državi poteka na območju širšega Kolomba, ki je gonilna sila rasti na Šrilanki.
Ozka grla preprečujejo, da bi metropolitansko mesto Kolombo uresničilo svoj polni gospodarski potencial.
Pettah je bolj obljuden kot območje Fort. Ceste so vedno polne in pločniki polni majhnih stojnic, kjer prodajajo predmete od slastnega šarbata do tekstila, predmetov za gospodinjstvo, sadja in zelenjave. Glavna ulica ima večinoma trgovine z oblačili, prečne ulice pa so vsaka specializirana za določen posel. Na primer, Prva prečna ulica ima večinoma trgovine z elektronskim blagom, Druga z mobilnimi telefoni in modnimi izdelki. V večini teh podjetij prevladujejo muslimanski trgovci. Na koncu Glavne ulice, ki je bolj oddaljena od Forta je Sea Street - šrilanški trg zlata - kjer prevladujejo Tamilci. Ta miljo dolga ulica je polna nakita.

## Infrastruktura
Kolombo ima večino infrastrukture sodobnega mesta. V primerjavi z drugimi deli države največ. Elektrika, voda in prevoz, javna razsvetljava, telefonske govorilnice, itd. Večina večjih nakupovalnih centrov na Šrilanki je v mestu, vsi omogočajo dostop do Wi-Fi-ja. Poleg tega je v mestu veliko razkošnih hotelov, klubov in restavracij. V zadnjem času je prišlo do izgradnje visokih stolpnic, predvsem zaradi zelo visokih cen zemljišč.

### Pristanišče
Pristanišče Kolombo je največje in eno najbolj zasedenih pristanišč na Šrilanki. Ustanovljeno je bilo predvsem med kolonialno dobo, z umetnim pristaniščem, ki se je skozi leta razširilo in se še širi. Šrilanška mornarica tukaj vzdržuje pomorsko bazo, SLNS Rangalla.
Port of Colombo je leta 2008 obdelal 3,75 milijona TEU, kar je povzročil svetovni gospodarski trend. Od tega je bilo 817.000 lokalnih pošiljk z ostalimi pretovori. Z zmogljivostjo 5,7 milijona TEU in globino več kot 15 m je pristanišče eno od najbolj zasedenih pristanišč na svetu in se uvršča med 25 največjih pristanišč.

## Promet

### Železnica
Promet vlakov v mestu je omejen, saj je večina namenjena prevozu v in iz mesta, ne pa v njem in so pogosto prenatrpani. Centralna avtobusna postaja in železniška postaja delujeta kot glavno središče otoka za avtobusni in železniški promet. Do 1970-ih je imelo mesto tramvaj, ki so ga ukinili. Druga prevozna sredstva so avto tuk-tuki (trokolesa) in taksiji. Tuk-tuke v celoti upravljajo posamezniki, medtem ko taksi storitve vodijo zasebna podjetja.

### Ceste
Povojni razvoj na območju Kolomba obsega tudi izgradnjo številnih cest v rangu hitrih cest in avtocest. Prva od teh je bila Južna hitra cesta, ki gre iz Kottawa, južnega predmestja Kolomba, v mesto Matara na jugu države. Zgrajene avtoceste ali v gradnji v metropolitanskem območju Kolomba so avtocesta Kolombo-Katunayake, ki je bila odprta oktobra 2013 in zunanja obvoznica Arthur C. Clarke Expressway, ki je bila odprta leta 2014. Avtocesta Kolombo-Katunayake (E03) pelje iz predmestja Kolomba v Peliyagodo na mednarodno letališče Bandaranaike in povezuje eno od glavnih komercialnih vozlišč in pomembno turistično destinacijo države, mesto Negombo.
- A1 povezuje Kolombo s Kandijem.
- A2 povezuje Kolombo z Gallejem in Mataro
- A3 povezuje Kolombo z Negombom in Puttalamo
- A4 povezuje Kolombo z Ratnapuro in Batticaloo

## Zanimivosti
Galle Face Green se nahaja v osrčju mesta ob obali Indijskega oceana in je priljubljena destinacija za turiste in prebivalce. Hotel Galle Face je zgodovinski objekt na južnem robu te promenade, ki je gostil ugledne goste, vključno z britansko kraljevsko družino in drugimi kraljevimi gosti in slavnimi osebami. Galle Face Green je največja in najelegantnejša promenada v mestu. Obdana s palmami je miljo dolga in je prizorišče raznih dejavnosti. Posebej je zasedena ob petkih in sobotah. V večernih urah gosti družine in otroke, ki se igrajo, pogovarjajo ali sprehajajo. Tu so številne majhne stojnice in majhen del plaže. Pogosto gostijo mednarodne in lokalne koncerte in predstave. Topovi, ki so bili nekoč nameščeni na obzidju stare utrdbe, so postavljeni za spoštovanje in prestiž. 
Tempelj Gangaramaya je eden najpomembnejših templjev v Kolombu. Arhitektura templja prikazuje eklektično mešanico šrilanške, tajske, indijske in kitajske arhitekture.
Park Viharamahadevi (prej Victoria Park) je mestni park poleg Narodnega muzeja in mestne hiše. Je najstarejši in največji park v Kolombou in ima velik kip Bude.
V sklopu programa Urban Regeneration Program Šrilanke so bile številne stare stavbe in objekti prenovljeni v sodobne javne rekreacijske prostore in nakupovalne površine. Med njimi so med drugim Independence Memorial Hall Square, Pettah Floating Market in Old Dutch Hospital.

## Znamenitosti
Oba stolpa Svetovnega trgovinskega centra sta najbolj prepoznavna znamenitost mesta. Preden sta bila dokončana leta 1997, je bil sosednji stolp Cejlonske Banke najvišja zgradba in najpomembnejša mestna znamenitost. Pred izgradnjo nebotičnikov je bila najimenitnejša zgradba Starega parlamenta v okrožju Fort z bližnjim svetilnikom Old Kolombo Lighthouse. Druga pomembna ikona je Dvorana neodvisnosti na Trgu neodvisnosti v Cimetovih vrtovih.
Še pred zgraditvijo parlamenta nekateri trdijo, da je bila mošeja Jami Ul-Alfar priznana kot ikona Kolomba, ko so se mornarji približali pristanišču. Mošeja je še vedno ena najbolj obiskanih turističnih znamenitosti v mestu.
Znamenitost je tudi cerkev svetega Pavla, Milagirija, ena najstarejših cerkev na Šrilanki, ki so jo prvič zgradili Portugalci in leta 1848 ponovno Britanci.
V okrožju Fort je  kompleks Cargills & Millers, ki je pred rušenjem zaščiten s posebnim vladnim zakonom. To je predvsem zaradi ohranjanja zgodovinske lepote območja Fort.

## Arhitektura
Kolombo ima zelo različno arhitekturo, ki stoji več stoletij in prikazuje številne sloge. Kolonialne stavbe iz obdobja Portugalske, Nizozemske in Britanske kolonizacije, stojijo poleg struktur, zgrajenih v budističnih, hindujskih, islamskih, indijskih in sodobnih arhitekturnih slogih. Nobeno drugo mesto ni tako očitno kot območje Fort. Tu so tako novi visoki nebotičniki kot zgodovinske stavbe, ki segajo daleč nazaj 16. stoletje.

### Trdnjava Kolombo
Portugalci so bili prvi kolonisti, ki so se naselili v Kolombu; ustanovili so majhno trgovsko postojanko, postavili temelje majhne utrdbe, ki je sčasoma postala največja kolonialna utrdba na otoku. Nizozemci so utrdbo razširil in ustvarili dobro utrjeno pristanišče. To je prišlo v britansko posest v poznih 1700-ih in ostalo do konca 19. stoletja. Ko ni bilo nobene grožnje za pristanišče Kolombo se je začelo rušiti obzidje, da bi omogočili razvoj mesta. Čeprav zdaj ni nič ostankov utrdb, se območje, ki je bilo nekoč utrdba, še vedno imenuje Fort. 

### Stavbe in nizozemskega obdobja
Iz portugalskega obdobja ni nobene stavbe in le nekaj iz nizozemskega. Med njimi najdemo najstarejšo stavbo na območju utrdbe, nekdanjo nizozemsko bolnišnico, nizozemsko hišo, ki je zdaj muzej in nekaj cerkva. Predsedniška hiša (nekdanja kraljičina hiša) je bila prvotno nizozemska guvernerjeva hiša, kasneje so imeli v njej pisarno in prebivališče britanski guvernerji. Vendar pa se je od nizozemskega obdobja precej spremenila. V sklopu predsedniške hiše so Gordonovi vrtovi, ki zdaj niso javni.

### Stavbe iz britanskega obdobja
Veliko starih stavb na območju utrdbe in v drugih delih mesta sega v britanski čas, med njimi so vladne, poslovne stavbe in zasebne hiše. Nekatere pomembne vladne stavbe britanske kolonialne arhitekture so; stara stavba Parlamenta, ki je zdaj Predsedniški sekretariat, Stavba republike, v katerem se nahaja ministrstvo za zunanje zadeve, nekoč stavba Cejlonskega zakonodajnega sveta, stavba Generalne zakladnice, stara Pošta in stavba v edvardijanskem slogu nasproti predsedniške hiše Urad predsednika vlade, Centralna telegrafska pisarna, Oddelek za matematiko Univerze v Kolombu (formalno Royal College, Colombo). Značilne poslovne zgradbe britanske dobe so hotel Galle Face, kompleks Cargills & Millers in Grand Oriental Hotel. 
- Zgodovinska stavba Cargills & Millers kot četrt PLC
- Zgradba starega Parlamenta blizu Galle Face Green, sedaj Predsedniški sekretariat
- Neoklasicistični Narodni muzej Kolomba

## Kultura

### Letni dogodki
Najlepši festival v Kolombu je praznovanje Budovega rojstva, razsvetljenja in smrti, ki pade na isti dan. [60] V singalščini je znan kot Vesak. V času festivala je večina mesta okrašena s svetilkami, lučmi in posebnimi prikazi svetlobe (znano kot thoran). Festival je sredi maja in traja teden dni. Mnogi Šrilančani obiščejo mesto, da vidijo tekmovanja luči in dekoracije. V tem tednu ljudje brezplačno dobijo riž, pijačo in druge prehranske izdelke v dunsalu, kar pomeni dobrodelnem kraju. Ti dunsali so priljubljeni med obiskovalci iz predmestja.
V Kolombu je veliko muslimanov. Eid Ul Fitr in Eid Ul Adha sta dva islamska festivala, ki se praznujeta v mestu. Mnogi posli uspevajo v času odštevanja do Eid Ul Fitra, ki je pomemben islamski festival, ki ga praznujejo muslimani po mesecu dolgem postu. Kolombo je običajno zelo obljuden na predvečer festivalov, saj ljudje kupujejo v zadnjem trenutku.
Božič je še en pomemben praznik. Čeprav kristjani predstavljajo le nekaj več kot 7 % prebivalcev, je božič eden največjih festivalov na otoku. Večina ulic in poslovnih zgradb se okrasi od začetka decembra, prav tako vsi trgovski centri in veleblagovnice. 
Singalska in hindujska Aluth Awurudda je kulturna prireditev, ki poteka 13. in 14. aprila. To je praznovanje njihovega novega leta. Svečanosti obsegajo številne prireditve in običaje, ki kažejo šrilanško kulturo.
Več starih klubov v mestu nudi vpogled na britanski jahalni način življenja; to so klub Colombo, klub Orient, klub 80, Kriket klub Kolombo.

### Gledališče
Kolombo ima več centrov za uprizoritvene umetnosti, ki so priljubljeni za njihove glasbene in gledališke predstave. Najbolj znani centri so gledališče Lionel Wendt, Elphinstone in Tower Hall, ki imajo zelo bogato zgodovino in so zahodne produkcije. Navarangahala je prvo državno narodno gledališče, ki je bilo ustanovljeno v mestu, zasnovano in izdelano za azijske in lokalne glasbene in gledališke produkcije.
Gledališče Nelum Pokuna Mahinda Rajapaksa je gledališče svetovnega razreda, ki je bilo odprto decembra 2011. Zasnovano v obliki Lotosovega ribnika v Polonnaruwi, je gledališče velika gledališka destinacija.

### Muzeji in umetniške zbirke
Narodni muzej Kolomba je bil ustanovljen 1. januarja 1877 v času mandata britanskega kolonialnega guvernerja sira Williama Henryja Gregoryja in se nahaja na območju vrtov Cinnamon. Muzej hrani kronske dragulje in prestol zadnjega kralja Kandijskega kraljestva Sri Vikrama Rajasinha.
Obstaja tudi nizozemski muzej, ki podrobno opisuje nizozemsko kolonialno zgodovino države. 
Manjša umetniška galerija je v Green Path in je zbirka naključnih slik s Šrilanke. 
V Kolombu je tudi Muzej naravne zgodovine.

## Pobratena mesta
| država              | mesto           | regija                          | od   |
| ------------------- | --------------- | ------------------------------- | ---- |
| Nepal               | Biratnagar      | okrožje Morang                  | 1874 |
| Rusija              | Sankt Peterburg | Severozahodno federalno okrožje | 1997 |
| Kitajska            | Šanghaj         | Šanghaj                         | 2003 |
| Združeno kraljestvo | Leeds           | Zahodni Yorkshire               | 2008 |
| Mongolija           | Ulan Bator      |                                 | 2012 |
| Maldivi             | Malé            | atol Kaafu                      | 2013 |
| Maldivi             | Maroši          | atol Shaviyani                  | 2015 |

## Galerija
- Wolvendaalska cerkev, ki so jo ustanovili Nizozemci 1749
- Gledališče Nelum Pokuna
- Cejlonski zakonodajni svet, danes zgradba zunanjega ministrstva
- Mestna hiša
- Glavna pošta, edvardijanski slog
- Tekma med Šrilanko in Anglijo, marec 2001
- Stolnica svete Lucije, sedež nadškofa
- Jezero Beira in južna stran templja Gangaramaya
- Mošeja Jami Ul-Alfar
- Stolnica Kristusa odrešenika je sedež anglikanskega škofa
- Kip sira Charlesa Henrya de Soysa, prvi kip domačina v Kolombu Colombo.[40]
- Park Viharamahadevi, (prej Victoria Park), najstarejši park v mestu
- Zgrajen 1857, svetilnik Old Colombo Lighthouse, znan tudi kot Colombo Fort Clock Tower je najstarejša stolpna ura
- Konferenčna dvorana BMICH, je največje takšno prizorišče

## Druga Literatura
- Changing Face of Colombo (1501–1972): Covering the Portuguese, Dutch and British Periods, by R.L. Brohier, 1984 (Lake House, Colombo)
- The Port of Colombo 1860–1939, K. Dharmasena, 1980 (Lake House, Colombo)
- Decolonizing Ceylon: Colonialism, Nationalism, and the Politics of Space in Sri Lanka, by Nihal Perera, 1999 (Oxford University Press)